# Alexandre Augusto Ribeiro da Silva Alves
Alexandre Augusto Ribeiro da Silva Alves (Jacareí, 26 de dezembro de 1992), mais conhecido como Luck, é um jogador brasileiro de rúgbi campeão brasileiro em 2017. Atualmente está sem clube.

## Títulos
Jacareí Rugby
- Campeonato Brasileiro: 2017[2]

- Campeonato Brasileiro 7's: 2017[3][4]
- Taça Tupi: 2014 e 2016
- Paulista 7's: 2015
- Paulista 2ª Divisão: 2013

### Prêmios Individuais
- Prêmio Romulo Rambaldi - Destaque Adulto Masculino: 2017

## Estatísticas
Atualização: 05/09/2018 

### Clubes
| Equipe            | Temporada         | Campeonatos estaduais XV [a] | Campeonatos estaduais XV [a] | Campeonatos estaduais XV [a] | Campeonatos estaduais XV [a] | Campeonato nacional XV [b] | Campeonato nacional XV [b] | Campeonato nacional XV [b] | Campeonato nacional XV [b] | Total | Total  | Total | Total      |
| Equipe            | Temporada         | Jogos                        | Pontos                       | Tries                        | Conversões                   | Jogos                      | Pontos                     | Tries                      | Conversões                 | Jogos | Pontos | Tries | Conversões |
| ----------------- | ----------------- | ---------------------------- | ---------------------------- | ---------------------------- | ---------------------------- | -------------------------- | -------------------------- | -------------------------- | -------------------------- | ----- | ------ | ----- | ---------- |
| Jacareí           | 2013              | 1                            | 0                            | 0                            | 0                            | —                          | —                          | —                          | —                          | 1     | 0      | 0     | 0          |
| Jacareí           | 2015              | 0                            | 0                            | 0                            | 0                            | 2                          | 5                          | 1                          | 0                          | 2     | 5      | 1     | 0          |
| Jacareí           | 2016              | 5                            | 0                            | 0                            | 0                            | 0                          | 0                          | 0                          | 0                          | 5     | 0      | 0     | 0          |
| Jacareí           | 2017              | 9                            | 10                           | 2                            | 0                            | 9                          | 5                          | 1                          | 0                          | 18    | 15     | 3     | 0          |
| Jacareí           | 2018              | 8                            | 20                           | 4                            | 0                            | 6                          | 35                         | 7                          | 0                          | 14    | 55     | 11    | 0          |
| Jacareí           | Total             | 23                           | 30                           | 6                            | 0                            | 17                         | 45                         | 9                          | 0                          | 40    | 85     | 15    | 0          |
| Total na carreira | Total na carreira | 23                           | 30                           | 6                            | 0                            | 17                         | 45                         | 9                          | 0                          | 40    | 85     | 15    | 0          |

- a. ^ Em Campeonatos Estaduais, incluindo jogos e pontos do Campeonato Paulista.
- b. ^ Em Campeonatos Nacionais XV, incluindo jogos e pontos da Taça Tupi, Super 8, Super 10 e Super 16.